# Cliff Hagan
Clifford Oldham "Cliff" Hagan (ur. 9 grudnia 1931 w Owensboro) – amerykański koszykarz, obrońca, mistrz NBA, wielokrotny uczestnik NBA All-Star Games, zaliczany do składów najlepszych zawodników ligi, późniejszy trener, członek Koszykarskiej Galerii Sław im. Jamesa Naismitha.
Jest jednym z ponad 40 zawodników w historii, którzy zdobyli zarówno mistrzostwo NCAA, jak i NBA w trakcie swojej kariery sportowej.

## Osiągnięcia
NCAA
- Mistrz:
  - NCAA (1951)[5]
  - turnieju konferencji Southeastern (SEC – 1952)
  - sezonu regularnego konferencji SEC (1951, 1952, 1954)
- Uczestnik rozgrywek Elite Eight turnieju NCAA (1951, 1952)
- Wybrany do:
  - I składu:
    - All-American (1952, 1954)[6]
    - konferencji Southeastern (1952, 1954)

  - Akademickiej Galerii Sław Koszykówki (2006)[7]
- Uczelnia Kentucky zastrzegła należący do niego numer 6

ABA
- Uczestnik meczu gwiazd ABA (1968)[8][9]

NBA
- Mistrz NBA (1958)[1]
- 3-krotny wicemistrz NBA (1957, 1960, 1961)[1]
- 5-krotnie wybierany do udziału w meczu gwiazd NBA (1958–1962)[10]. Z powodu kontuzji nie wystąpił w 1958 roku.
- Wybranany do:
  - II składu NBA (1958, 1959)[2]
  - Koszykarskiej Galerii Sław (Naismith Memorial Basketball Hall Of Fame – 1978)[3]
- Lider play-off w:
  - średniej zdobytych punktów (1958, 1959)[11]
  - skuteczności rzutów z gry (1958)[12]